# Uchanie-Kolonia
Uchanie-Kolonia (prononciation : [uˈxaɲe kɔˈlɔɲa]) est un village polonais de la gmina de Uchanie dans le powiat de Hrubieszów de la voïvodie de Lublin dans l'est de la Pologne.
Pour les habitants locaux, le village est appelé communément Malarzówka.

## Histoire
De 1975 à 1998, le village est attaché administrativement à la voïvodie de Zamość.

Depuis 1999, il fait partie de la voïvodie de Lublin.